# مارباخ

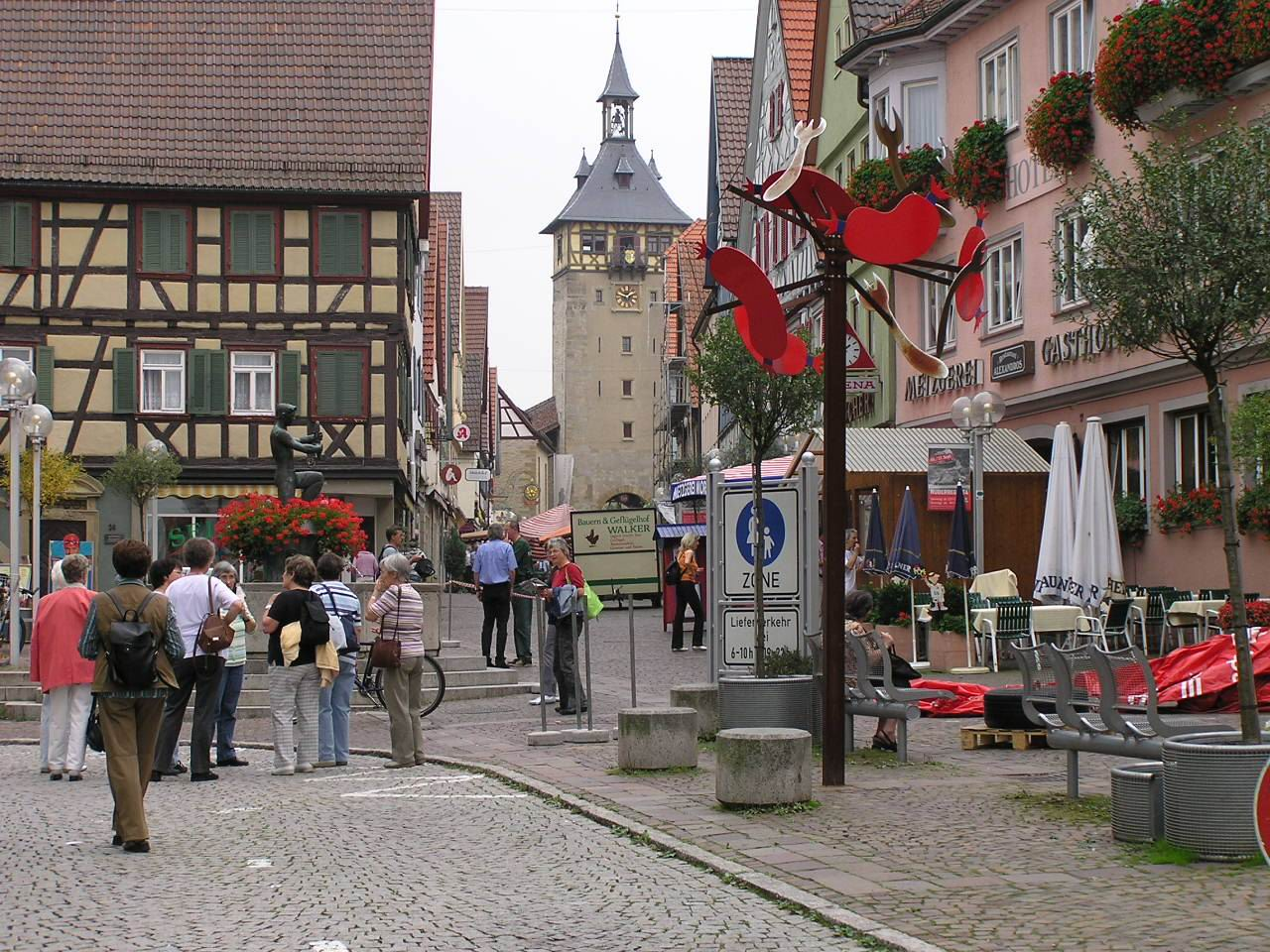
وسط المدينة القديمة

مارباخ  أومارباخ أم نيكار (بالألمانية: Marbach am Neckar) هي مدينة مارباخ ، مدينة ألمانية تقع على نهر نيكار في ولاية بادن-فورتمبيرغ. تقع على بعد حوالي عشرين كيلومترا إلى الشمال من شتوتغارت.
يقدر عدد سكانها حوالي 15،298 (31 ديسمبر 2012) ، أقرب المدن الكبرى لها هي ولودفيغسبورغ وشتوتغارت، وهي مسقط رأس كل من الشاعر والمسرحي الكلاسيكي والفيلسوف والمؤرخ الألماني فريدريش شيلر ،و عالم الفلك الألماني توبياس ماير، وبها متحف شلير الوطني ،وأرشيف الأدب الألماني ، ومتحف توبياس ماير. ، تعتبر مارباخ واحدة من أقدم مدن فورتمبيرغ.

## توأمة
لمارباخ اتفاقيات توأمة مع كل من:
- واشنطن
- L'Isle-Adam, Val-d'Oise [الإنجليزية]‏

## أعلام
- رولف جيجير
- فريدريك شيلر
- يورغ بيرغن
- توبياس ماير
- فيليب هايدن

## صور من مارباح

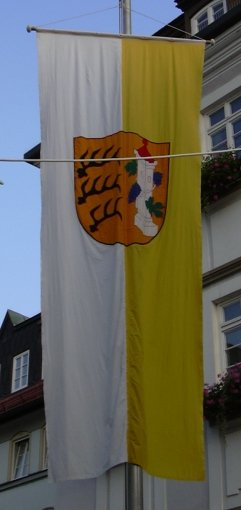
علم مدينة مارباخ
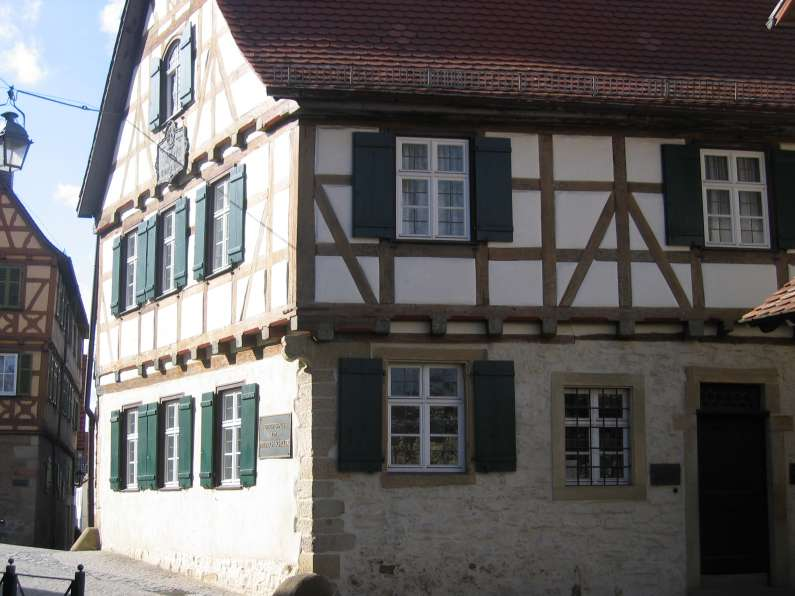
مسقط رأس فريدريش شيلر
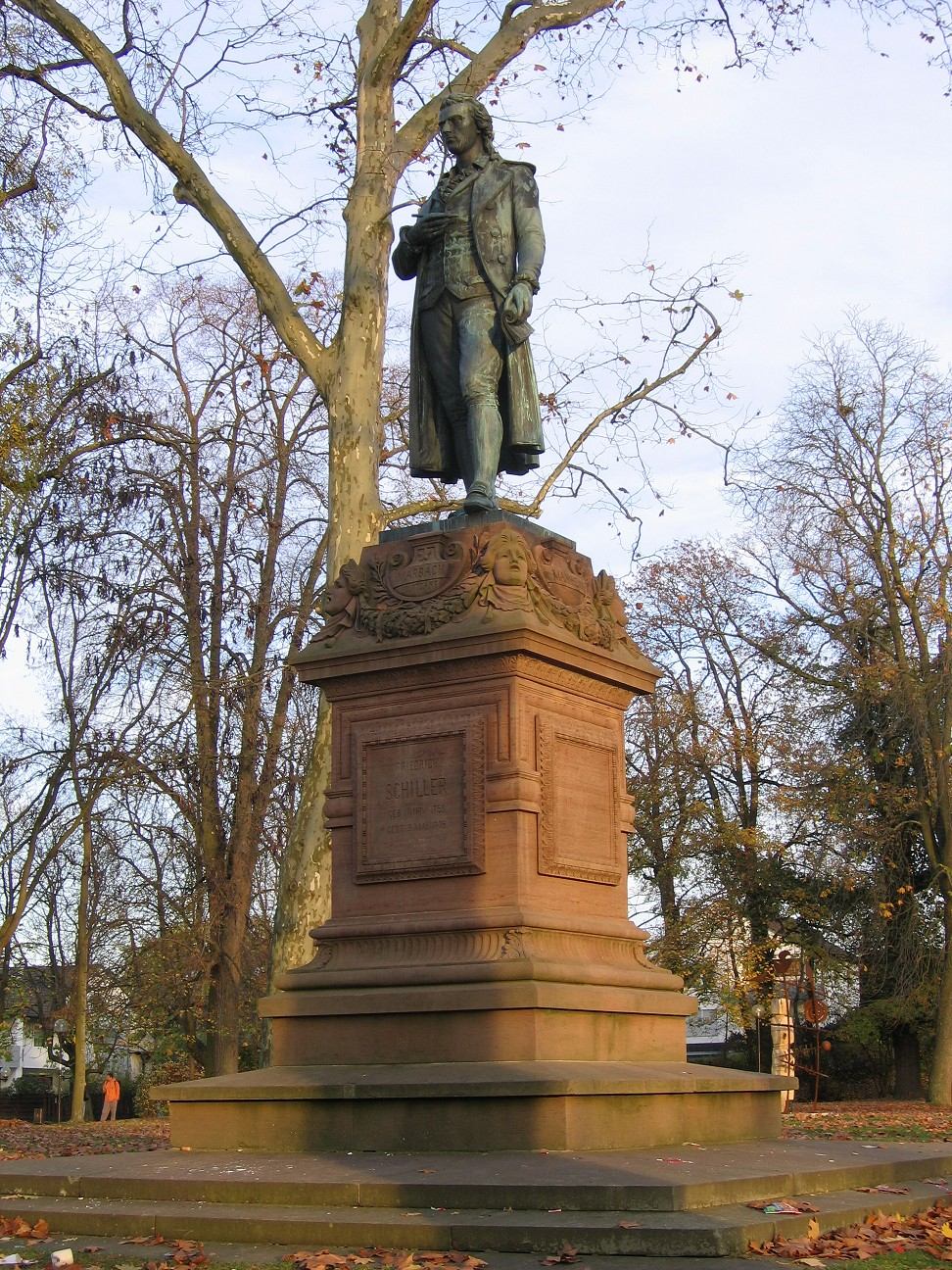
نصب تذكاري لفريدريش شيلر
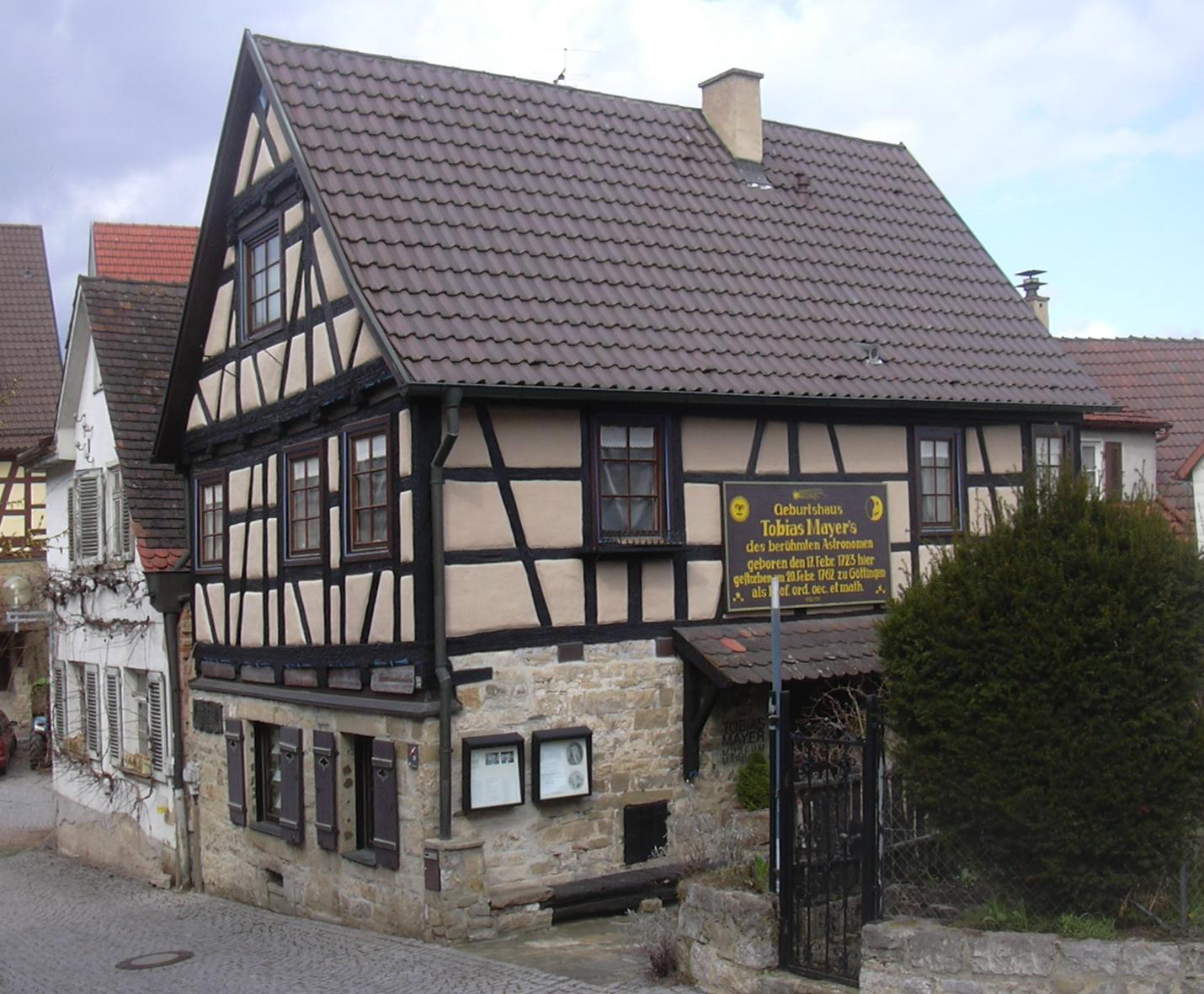
مسقط رأس توبياس ماير
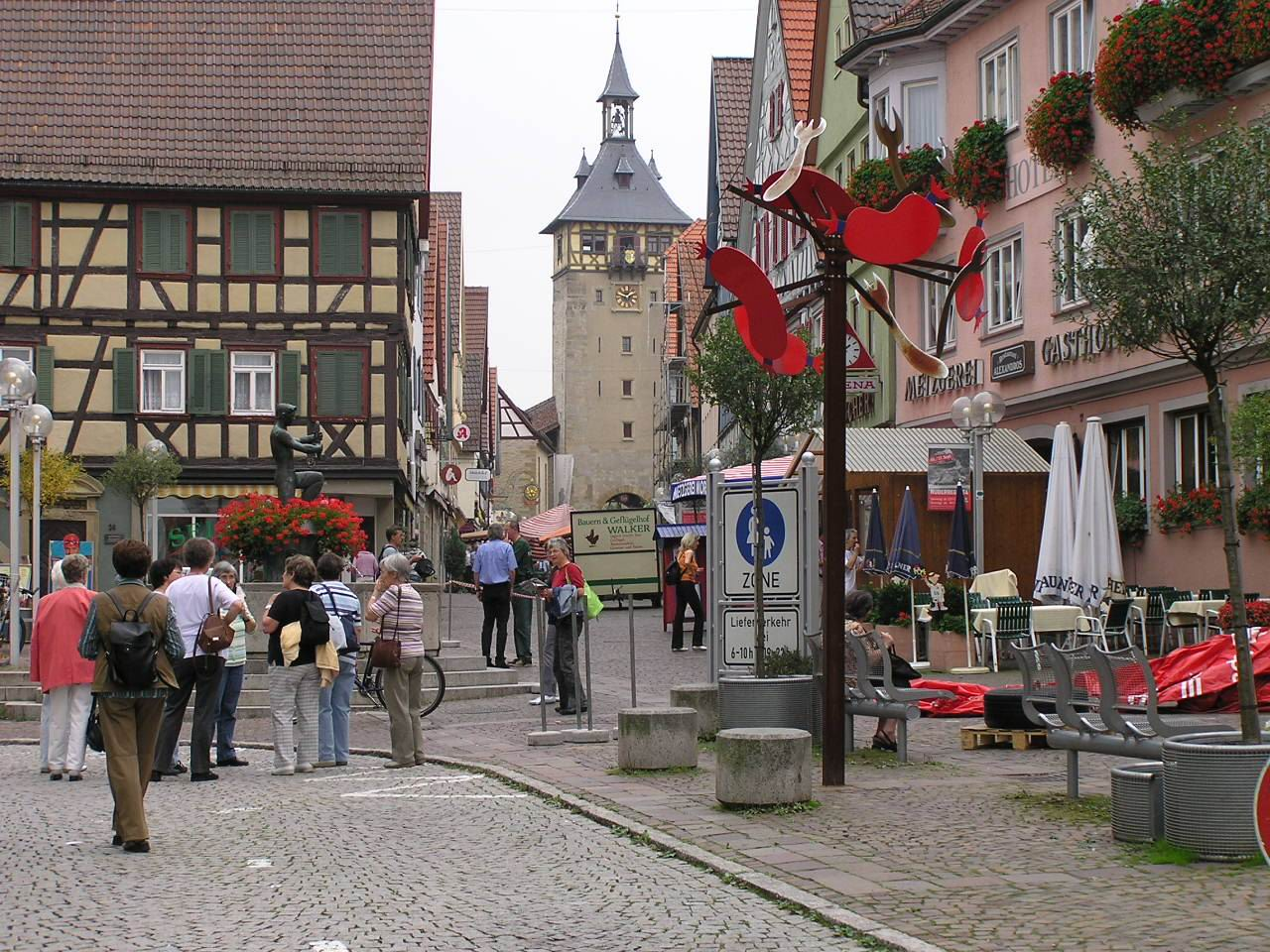
وسط المدينة القديمة وشارع المشاة
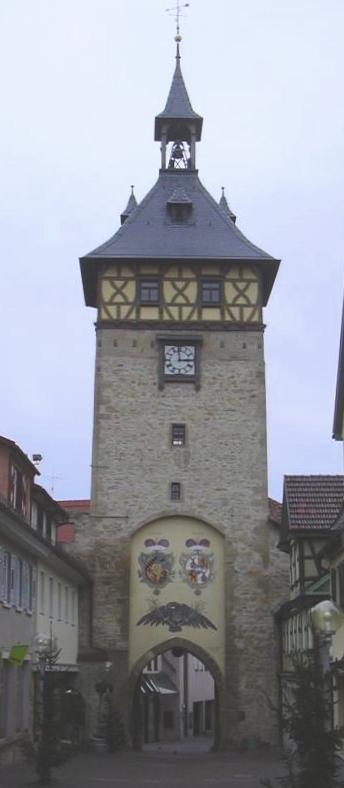
برج البوابة

## اقرأ أيضا
- شتوتغارت
- أولم